# Die Katze (Colette)
Die Katze (französischer Originaltitel: La chatte) ist ein Roman der französischen Schriftstellerin Colette. Es handelt sich um eine Dreiecksgeschichte zwischen einem jung verheirateten Ehepaar und einer Katze. Die Geschichte wurde als Fortsetzungsroman in neun Teilen vom 12. April bis 7. Juni 1933 in der französischen Wochenzeitschrift Marianne veröffentlicht. Die Buchausgabe folgte im Juni des Jahres bei den Éditions Grasset. Die erste deutsche Übersetzung von Elisabeth Seeger erschien 1936 als Die Katze. Spätere Übersetzungen von Emi Ehm (1959) und Elisabeth Roth (1986) wechselten den Titel zu Eifersucht.

## Inhalt

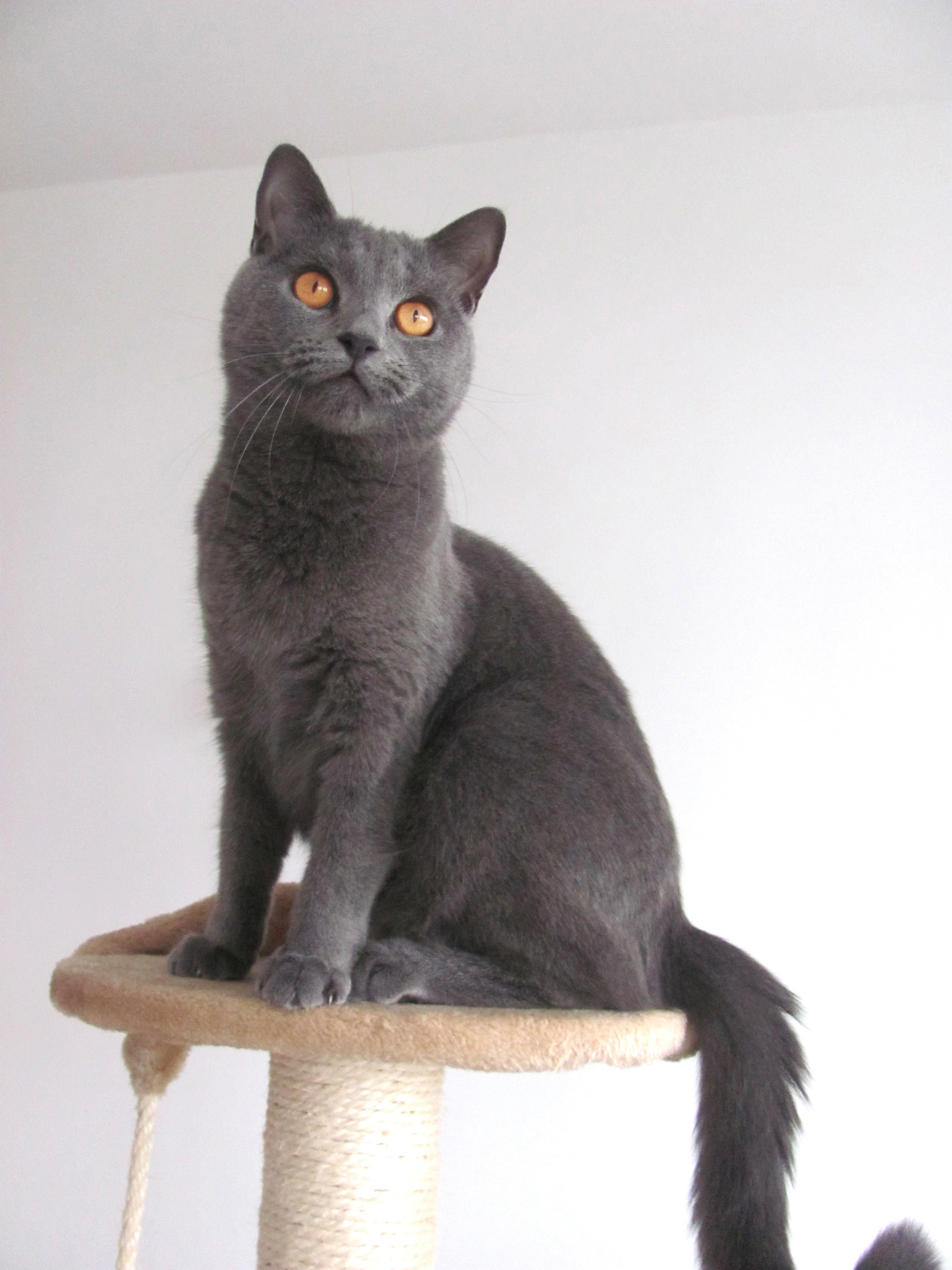
Bild einer weiblichen Chartreux, auch als Kartäuser bezeichnet

Der 24-jährige Alain Amparat, Sohn eines großbürgerlichen Seidenfabrikanten und verwöhntes Einzelkind, steht kurz vor der Ehe mit der 19-jährigen Camille Malmert, der Tochter von Waschmaschinenproduzenten, die nicht ganz das Niveau der Amparats haben, wie seine Mutter betont. Camille ist eine moderne junge Frau, deren Direktheit und Offenheit ihn gleichermaßen anzieht wie abstößt. Weil der Umbau des Hauses noch nicht fertiggestellt ist, ziehen sie nach der Hochzeit in die Hochhauswohnung ihres Freundes Patrick. Bald folgt ihnen Alains Kartäuserkatze namens Saha, die unter der Trennung von ihrem Herren ebenso gelitten hat wie dieser.
Im Zusammenleben des Paares mit dem Tier wird offenkundig, um wie viel näher Alain Saha steht als Camille. Während der frisch Vermählte am Äußeren seiner Braut immer mehr Makel entdeckt, bewundert er die makellose Schönheit der Katze. Während er für Camilles Launen kein Verständnis aufbringen kann, findet er jederzeit Begründungen für die Kapriziosität Sahas. Während ihn Camilles Geplauder ermüdet, unterscheidet er in Sahas Miauen feinste Nuancen. Nicht einmal Camilles Zärtlichkeiten kann er ertragen. Als sie ihm eines Tages ins Gesicht fasst, wird er handgreiflich.
In Camille wächst die Eifersucht auf die Katze. Ein unwillkürlich entfahrenes „Mistvieh“ kann sie Alain gegenüber noch als Beschimpfung des Nachbarhundes tarnen. Die spielerische Jagd auf dem Balkon in seiner Abwesenheit wird plötzlich ernst, als Camille ihre Rivalin vom Geländer stößt. Doch die Katze überlebt den Sturz aus dem neunten Stockwerk, weil sie von einer Markise aufgefangen wird. Als der geschockte Alain sie wieder zurück in die Wohnung trägt, verrät ihr Fauchen, wer den Sturz verursacht hat. Es kommt zur Aussprache zwischen den Ehepartnern, in deren Verlauf Camille die Forderung aufstellt: entweder sie oder die Katze. Daraufhin nimmt Alain die Katze und verlässt sie.
Die Rückkehr in sein Elternhaus ist für Alain wie eine Heimkehr in seine behütete Kindheit, und auch Saha genießt das Streunen im vertrauten Garten. Am nächsten Morgen sucht Camille ihren Ehemann auf und bemüht sich um Versöhnung. Alain bleibt höflich aber reserviert. Mit unbestimmten Hoffnungen auf einen Meinungswandel leiht sie sich seinen Wagen und fährt zu Patrick. Beim Abschied sieht sie Saha an Alains Seite. Die Katze beobachtet sie, während er mit Kastanien spielt.

## Hintergrund

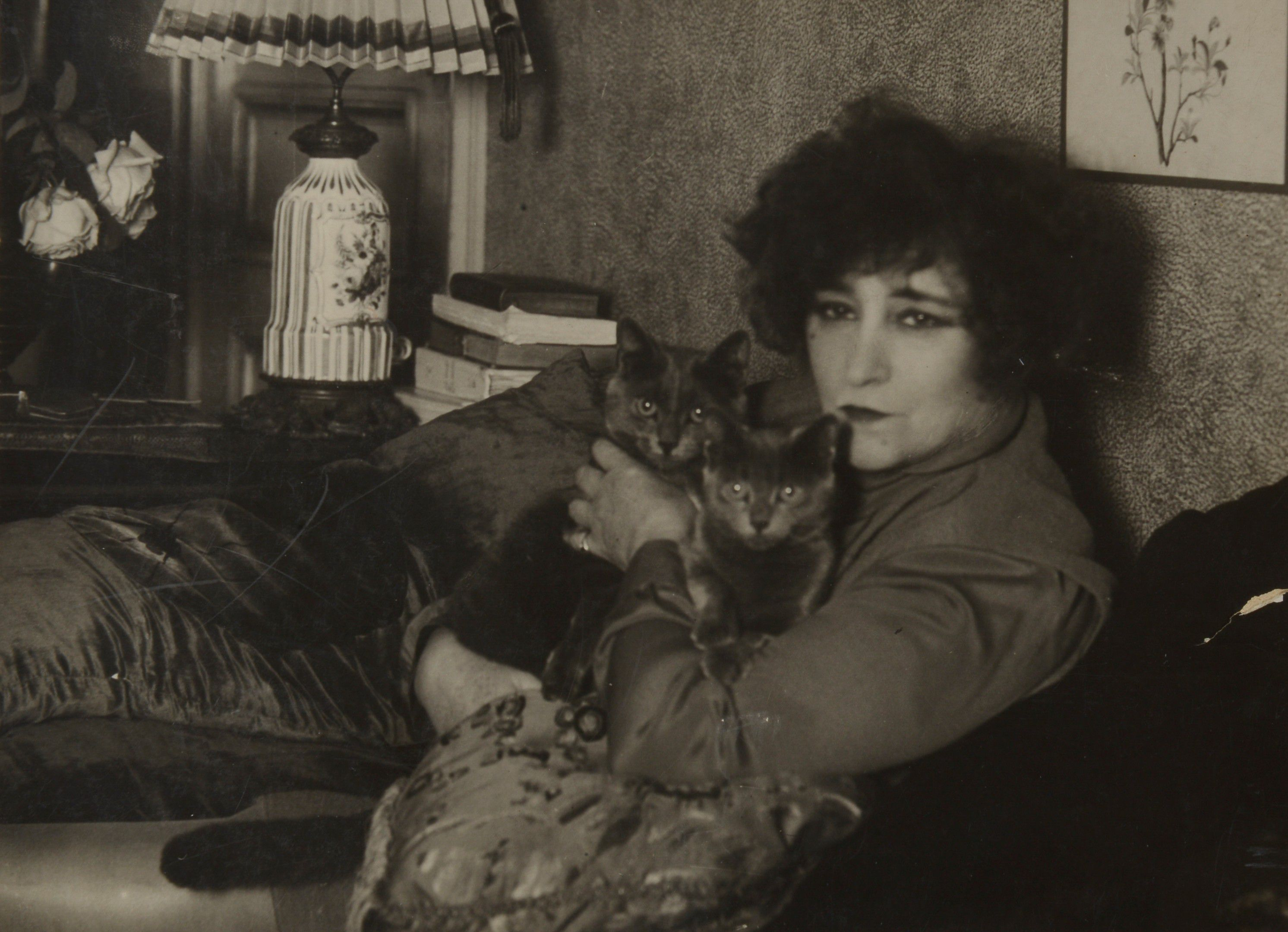
Colette mit zwei Katzen, Fotografie von Henri Manuel (1930er Jahre)

Colette war eine große Katzenliebhaberin. Als Vorbild der Saha aus dem Roman gilt eine Katze, die Colette nur la Chatte dernière („die letzte Katze“) nannte. Sie stand dieser Katze besonders nahe, hatte sie wie Alain auf einer Ausstellung erworben und war nach ihrem Tod so untröstlich, dass sie sich keine weitere Katze mehr zulegte.
Im Band Die Katze aus dem kleinen Café aus dem Unionsverlag, der verschiedene Texte Colettes mit Katzenbezug vereint, befindet sich unter dem Titel Saha eine gekürzte Fassung der Handlung von  Die Katze.
Der Roman wurde zweimal verfilmt. 1952 nahm Roberto Rossellini La chatte zur Vorlage für eine Episode im französisch-italienischen Episodenfilm Die sieben Sünden (Les sept péchés capitaux). Seine Episode nannte sich L’Invidia und behandelte die „Sünde“ der Eifersucht. 2021 verfilmte Silvana Strocchi den Roman unter dem Titel La gatta.

## Rezeption
Margaret Wallace hielt Die Katze in einer zeitgenössischen Rezension der New York Times für keine wünschenswerte Einführung in Colettes bedeutendes und komplexes Werk, weil es sich um „eines ihrer kleineren Meisterwerke“ handle, nicht nur wegen seiner Kürze, sondern auch weil der Inhalt aus wenig mehr als flüchtigen Bildern und Stimmungen bestehe. Dennoch sei der Roman „an Feinheit und Genauigkeit kaum zu übertreffen“ und biete „Dutzende entzückender Bilder“ der titelgebenden Katze.
Auch Martin Z. Schröder urteilte 2004 in der Süddeutschen Zeitung, Colette erschaffe „Bilder in phantastischen Worten neu“. Insbesondere gelinge ihr „das Porträt einer Katze als elitäres Wesen“. Damit trat er dem Vorurteil entgegen, Colette sei bloß eine „französische Romanschnepfe“, die „unerheblichen Damenromane“ geschrieben habe. Ausdrücklich lobte er die Lesung Marlen Diekhoffs: „Sie erzählt mit warmer Stimme, erlaubt dem Hörer das Schwelgen in Gerüchen, dem Wind, den Eindrücken des Lichtes.“
Knapp 90 Jahre nach der Erstpublikation schrieb Roland Siegloff für dpa, dass man der Erzählung ihr Alter kaum anmerke: „Colette klingt immer noch modern“. Dies liege auch an der zeitgemäßen Übersetzung von Elisabeth Roth. Vor allem aber seien es „die genau beobachteten Feinheiten der zwischenmenschlichen Beziehungen, die dem Roman seine Zeitlosigkeit verleihen.“ Wie Colette die Psychologie von Mensch und Tier erforsche, sei „große Kunst – und jederzeit eine Wiederentdeckung wert.“
Laut Melanie Hawthorne wird Die Katze oft als frivole Liebesgeschichte interpretiert, die Colettes Affinität zu Tieren und der Natur illustriere. Dabei liegen die Sympathien des Lesers bei Alain und seiner Empathie für die Katze, die Colettes eigene Katzenliebe spiegele. In diesem Sinne sei der Roman ein weiterer Ausdruck von Colettes Sehnsucht nach dem verlorenen Paradies ihrer Kindheit in Burgund. Andere Interpreten wie etwa Cheryl M. Taylor nehmen eine gegenteilige Sicht ein, nämlich dass durch Sprache und Symbole die Haltung Alains untergraben und jene von Camille bestätigt werde. Danach habe Alain ein Ideal statt der Menschlichkeit erwählt, den Rückzug in die Vergangenheit den lebendigen Kräften der Gegenwart vorgezogen.

## Ausgaben
- La chatte. Grasset, Paris 1933.
- Die Katze. Übersetzung von Elisabeth Seeger. Zeitbild-Verlag/Volckmar, Leipzig 1936.
- Eifersucht. Übersetzung von Emi Ehm. Szolnay, Hamburg 1959.
- Eifersucht. Übersetzung von Elisabeth Roth. Szolnay, Wien 1986, ISBN 3-552-03802-7.
- Eifersucht. Übersetzung von Elisabeth Roth. Lesung von Marlen Diekhoff. Hörbuch Hamburg, Hamburg 2004, ISBN 3-89903-116-4.
- Die Katze. Übersetzung von Elisabeth Roth. Ebersbach & Simon, Berlin 2018, ISBN 978-3-86915-156-4.